# چرالیک (کاهتا)
چرالیک (به ترکی استانبولی: Çıralık) یک منطقهٔ مسکونی کردنشین در ترکیه است که در کاهتا واقع شده‌است.